# Лоумен (Айдахо)
Лоумен (англ. Lowman) — переписна місцевість (CDP) в окрузі Бойсі штату Айдахо США. Населення — 44 особи (2020).

## Географія
Лоумен розташований за координатами 44°4′17″ пн. ш. 115°37′7″ зх. д. / 44.07139° пн. ш. 115.61861° зх. д. (44.071370, -115.618480).  За даними Бюро перепису населення США в 2010 році переписна місцевість мала площу 5,38 км², з яких 5,28 км² — суходіл та 0,10 км² — водойми.

## Демографія
Згідно з переписом 2010 року, у переписній місцевості мешкали 42 особи в 22 домогосподарствах у складі 13 родин. Густота населення становила 8 осіб/км².  Було 75 помешкань (14/км²).
Расовий склад населення:
| - 100,0 % — білих - 0,0 % — осіб інших рас |

Частка іспаномовних становила 0,0 % від усіх жителів.
За віковим діапазоном населення розподілялося таким чином: 9,5 % — особи молодші 18 років, 66,7 % — особи у віці 18—64 років, 23,8 % — особи у віці 65 років та старші. Медіана віку мешканця становила 60,0 року. На 100 осіб жіночої статі у переписній місцевості припадало 110,0 чоловіків;  на 100 жінок у віці від 18 років та старших — 123,5 чоловіків також старших 18 років.
Середній дохід на одне домашнє господарство  становив N доларів США (медіана — -), а середній дохід на одну сім'ю — N доларів (медіана — -). За межею бідності перебувало 0,0 % осіб, у тому числі - % дітей у віці до 18 років та 0,0 % осіб у віці 65 років та старших.
Цивільне працевлаштоване населення становило 0 осіб. 